# Liberias flagga
Liberias flagga antogs av Liberia den 26 juli 1847 och har elva horisontella röda och vita band. I övre vänstra kvadranten finns en vit femuddig stjärna i en blå fyrkant. Proportionerna är (liksom den amerikanska flaggans) 10:19.

## Symbolik
De elva ränderna representerar de elva stater som undertecknade Liberias självständighetsförklaring. Likheten med USA:s flagga ska påminna om USA:s medverkan till staten Liberias tillkomst. Den vita stjärnan står för friheten som lyser upp "den mörka kontinenten" Afrika.

## Historik
Dagens Liberia har sitt ursprung i en koloni för frigivna amerikanska slavar som skapades av 1816 av American Colonization Society. Den första liberianska flaggan skapades 1827 och hade ett vitt kors i kantonen, istället för dagens vita stjärna. Den nya flaggan antogs i samband med självständigheten 1847.

Kolonin Liberias flagga 1827–1847

## Övrigt
Många rederier använder bekvämlighetsflaggade fartyg som är registrerade i Liberia.